# バッファロー (カー用品店)
株式会社バッファローは、埼玉県川口市に本社を置くカー用品店の企業。
自動車用品販売の大手・オートバックスセブンのフランチャイズとして、埼玉県・東京都に14店舗を構える。
なお、パソコン周辺機器メーカーのバッファローとは無関係である。

## 沿革
- 1983年（昭和58年）
  - 4月 - バッファローオートパーツ株式会社として創業。
  - 10月 - オートバックスセブンとフランチャイズ契約を締結し、1号店となるオートバックス川口店を開店。
- 2003年（平成15年）4月 - オートバックスさいたまを吸収合併し、現在の社名に変更。
- 2004年（平成16年）11月 - 日本証券業協会に株式を店頭登録。（現在のJASDAQ）

## 店舗
スーパーオートバックス
- 埼玉県 - 2店舗（さいたま市西区・戸田市）
- 東京都 - 1店舗（北区）

オートバックス
- 埼玉県 - 9店舗（さいたま市桜区・さいたま市緑区・さいたま市岩槻区・川口市・狭山市・坂戸市・朝霞市・桶川市・入間市）
- 東京都 - 2店舗（板橋区・練馬区）

## その他
先述の通り、パソコン周辺機器メーカーのバッファロー（以下、BUFFALO）とは無関係であるのだが、2009年（平成21年）9月8日に総務省が無償配布する簡易地上デジタルチューナーの納入元にBUFFALOを選定したというニュースが報じられた際、ラジオNIKKEIや東洋経済など複数のメディアが誤ってバッファローを関連銘柄として報道したため、バッファローの株価が一時ストップ高まで値上がりした。その後報道の誤りが発表されると共に株価も下がった。
出典
- 地デジ関連 右往左往！ 本命間違い 2頭のバッファローがマーケット駆け巡る（NSJ日本証券新聞）
- バッファローが買い気配、地上デジ無償チューナー受注を好感（東洋経済オンライン、ウェブ魚拓のキャッシュ）